# Wacławów (Górki Duże)
Wacławów – kolonia wsi Górki Duże w Polsce, położona w województwie łódzkim, w powiecie łódzkim wschodnim, w gminie Tuszyn. Dawniej samodzielna miejscowość.
W latach 1975–1998 miejscowość administracyjnie należała do województwa piotrkowskiego.